# Martin Poglajen
Martin Poglajen (Essen, 28 de septiembre de 1942) es un deportista neerlandés que compitió en judo. Ganó dos medallas en el Campeonato Mundial de Judo en los años 1967 y 1969, y cinco medallas en el Campeonato Europeo de Judo entre los años 1964 y 1970.
Participó en los Juegos Olímpicos de Múnich 1972, donde finalizó decimotercero en la categoría de –80 kg.

## Palmarés internacional
| Campeonato Mundial | Campeonato Mundial              | Campeonato Mundial | Campeonato Mundial |
| Año                | Lugar                           | Medalla            | Categoría          |
| ------------------ | ------------------------------- | ------------------ | ------------------ |
| 1967               | Salt Lake City (Estados Unidos) | Medalla de plata   | –80 kg             |
| 1969               | Ciudad de México (México)       | Medalla de bronce  | –80 kg             |
| Campeonato Europeo |                                 |                    |                    |
| Año                | Lugar                           | Medalla            | Categoría          |
| 1964               | Berlín Oriental (RDA)           | Medalla de plata   | Abierta            |
| 1965               | Madrid (España)                 | Medalla de oro     | –80 kg             |
| 1966               | Luxemburgo (Luxemburgo)         | Medalla de bronce  | –80 kg             |
| 1969               | Ostende (Bélgica)               | Medalla de bronce  | –80 kg             |
| 1970               | Berlín Oriental (RDA)           | Medalla de plata   | –80 kg             |